# Maria Hall
Eva Maria Castenfors Hall, född 24 oktober 1964 i Göteborg, är en svensk målare och tecknare. Hon är gift med Mårten Castenfors.

## Biografi
Maria Hall utbildade sig på Göteborgs universitet 1984–1988, på Hovedskous målarskola i Göteborg 1989–1992, på Konsthögskolan Valand i Göteborg 1992–1997 och på Kungliga Konsthögskolan i Stockholm 1995–1996. Hon hade sin första separatutställning 1997 på Galleri Rotor i Göteborg.
Hall är representerad vid bland annat Kalmar konstmuseum.

### Offentliga verk i urval
- Överblick, oljemålning, 2004, i sällskapsrummet på F 7 i Såtenäs

## Utmärkelser
- 2005 - Sven-Harrys Konststiftelses stipendium.
- 2021 - Axel Theofron Sandbergs akvarellpris